# Автомобильная погоня

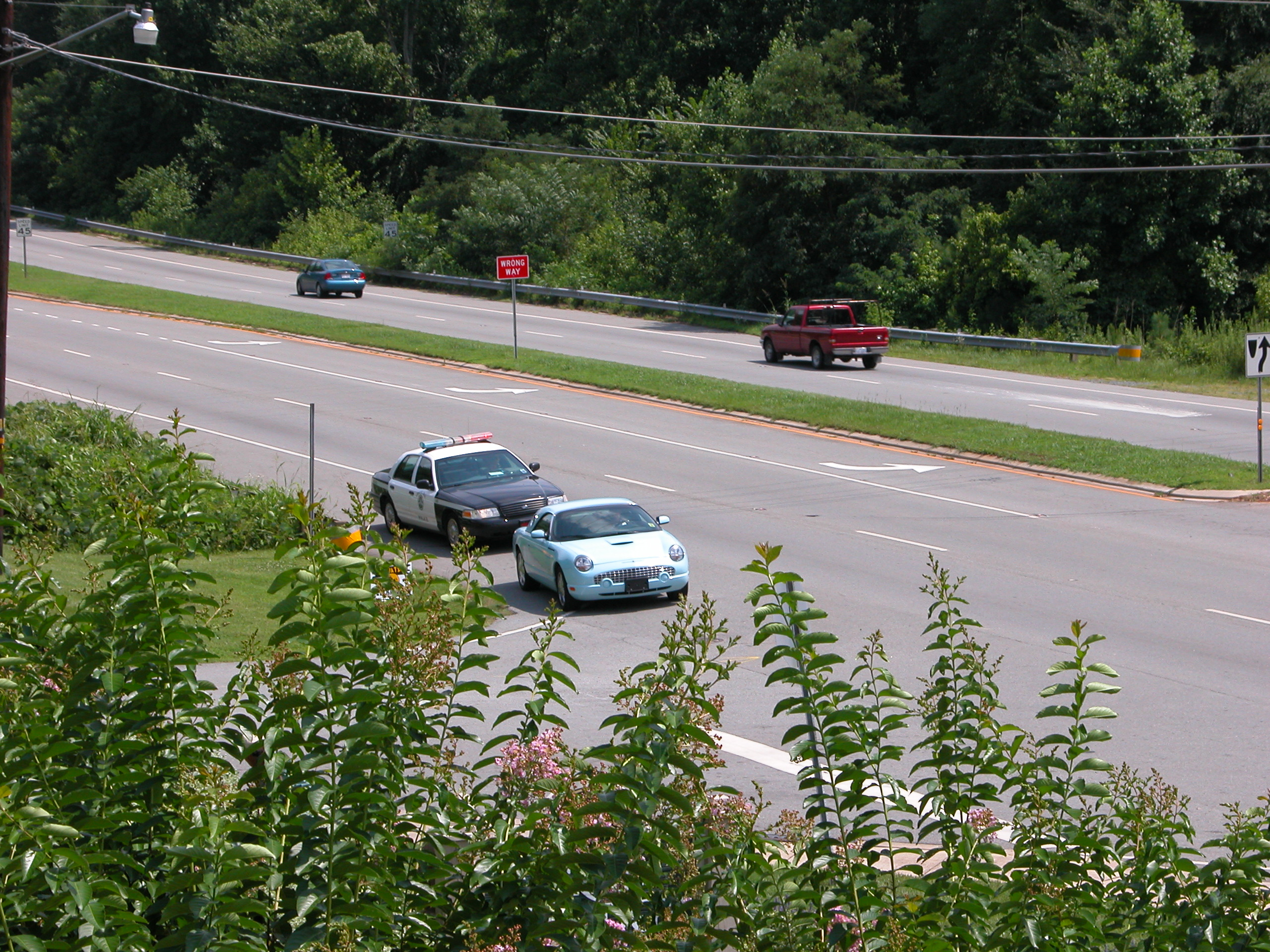
Автомобильная погоня

Автомобильная погоня (автопогоня) — погоня с участием транспортных средств, сотрудников правоохранительных органов, преступников и/или других участников.

## В реальности

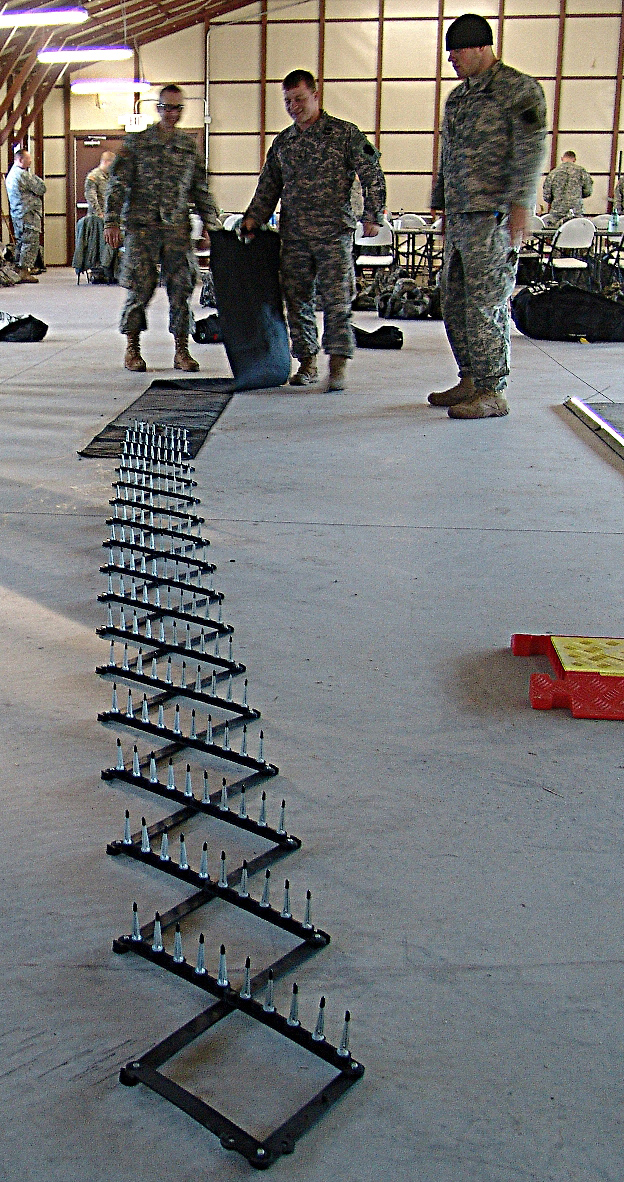
Ёж

Автомобильные погони возникают, когда преступник пытается использовать транспортное средство для побега от правоохранительных органов, при попытке арестовать его. Когда преступник понимает, что его заметили правоохранительные органы, он пытается уйти от преследования и использует транспортное средство, иногда ведя автомобиль на высокой скорости. В 2002 году было зарегистрировано около 700 погонь в городе Лос-Анджелес. Правоохранительные органы используют ряд методов, чтобы остановить нарушителя и закончить погоню: установка дорожных постов, блокпостов, шипов, ежей, вплоть до применения тарана.

## В популярной культуре
В телевидении и кино термин «автомобильная погоня» относится к сцене с участием одного или нескольких автомобилей, которые преследуют друг друга; погони могут быть с участием полицейских машин, но не обязательно. Автомобильные погони часто появляются в фильмах жанра боевик, и некоторые полнометражные фильмы построены полностью вокруг автомобильных погонь. Очень часто в фильмах используются мощные и экзотические транспортные средства. В жанре компьютерных игр «автосимулятор» существует поджанр, чьим основным действием являются погони.

### Методы съёмки погонь; ключевые фильмы

#### Павильонная съёмка
В съёмочном павильоне строят декорации и запускают через них автомобиль. Обычно сочетается с замедленной съёмкой. Метод довоенный.
Достоинства: позволяет использовать громоздкую стационарную камеру, построить сцену, трудноосуществимую на натуре.
Недостатки: дорого, сложно, ограничено съёмкой снаружи автомобиля.

#### Комбинированные съёмки
Широко использовались ещё до войны, автомобиль и дорога снимаются раздельно. Метод прекрасен для спокойных автомобильных сцен, когда автомобиль служит лишь фоном для взаимоотношений актёров. Именно для погонь попробовал его применить «Доктор Ноу» (1962).
Обычно из комбинированных съёмок используется рирпроекция: автомобиль располагается на качающейся платформе, за ним экран, и на этот экран проецируется дорога.
Достоинства в простоте, минимальном перекрытии дорог (возможна даже съёмка на дорогах с движением), снимать можно всю кабину.
Недостатки в ограниченном количестве углов съёмки: для каждого из них нужно снимать свой фон. Зритель иногда может увидеть, что актёр не управляет автомобилем.

#### Проигрывание плёнки назад
Широко использовался ещё в немом кино (например, с Бастером Китоном). Обычно проигрывание назад хорошо заметно, потому его используют для коротких кадров непосредственно перед чем-то опасным — например, столкновением.

#### Натурные съёмки
Фильм «Бу́ллит» (1968), хоть и не содержит особых методов съёмки автомобильных погонь, считается одним из ключевых. Во многом его успех связан с компактными камерами наподобие Arriflex 35, которые можно уместить в автомобиль.
Натурные съёмки требуют сложной подготовки — так, в том же «Буллит» было по два автомобиля «хороших» и «плохих», все четыре со спортивной подготовкой. В «Такси» (1998) использовались три разных автомобиля — гражданский, трансформирующийся и гоночный.
Могут сочетаться с такими приёмами, как замедленная съёмка и автомобиль с двумя рулями — правым оперирует автогонщик, левый бутафорский и им «рулит» актёр. Чтобы зритель не замечал, что автомобили едут под 20…40 км/ч, видеоряд мелко нарезают и добавляют трясущуюся камеру.
Съёмка с платформы — машину ставят на платформу и буксируют грузовиком — широко применяется и для «тихих» автомобильных сцен, когда в салоне не должно быть никого постороннего. Для съёмки именно погонь платформу могут сделать самоходной, управляемой опытным гонщиком.

#### Компьютерное видео
Для съёмки автомобильной рекламы существует «автомобиль-скелет»: его параметры (базу, колею, размер и диски колёс) подстраивают под параметры будущего автомобиля — а кузов пририсовывают на компьютере.
Также могут снимать погоню на пустынной дороге, а окружающие автомобили добавлять на компьютере. А пририсованный «задник» с 2000-х годов повсеместен в любом кино.